# Centro Ciência Viva do Porto Moniz
O Centro Ciência Viva do Porto Moniz localiza-se no Porto Moniz, na ilha da Madeira.
O Centro Ciência Viva do Porto Moniz é um novo espaço criado pela Vice-Presidência do Governo Regional da Madeira, através da Sociedade de Desenvolvimento do Norte da Madeira, S.A., destinado a acolher exposições e outras acções de divulgação científica.
Este Centro fazia parte da rede de Centros de Ciência Viva criada pela Agência Nacional para a Cultura Científica e Tecnológica (já não faz) e constitui um amplo espaço, onde visitantes de todas as idades poderão embarcar numa experiência única de lazer aliado à ciência e ao conhecimento.
Constitui-se num espaço interativo, ex-integrante da rede de Centros Ciência Viva, com foco na Laurissilva, um tipo de floresta com idade estimada em 20 milhões de anos, ou seja, do Período Terciário. Na Madeira essa formação ocupa cerca de 20% da superfície da ilha, sendo um dos locais do mundo com maior índice de diversidade de plantas por quilómetro quadrado. Por ser o maior e mais bem conservado núcleo desse tipo de floresta, encontra-se classificado como Património da Humanidade pela UNESCO. O centro auxilia a conhecê-la e a compreender a sua importância.

## O edifício
O centro compreende o espaço de exposições, um auditório com capacidade para 120 pessoas e o "Espaço Art'Ciência", que visa divulgar o trabalho de artistas locais. No exterior o visitante pode encontrar um jardim de plantas aromáticas.
Entre os módulos à disposição dos visitantes, destacam-se:
- Voo Virtual Sobre a Laurissilva
- Levada Interactiva
- Proteção Ambiental - Reciclagem
- Máquina do Tempo da Laurissilva

O centro conta ainda com um Ciberespaço e um Espaço Escola, este último destinado ao atendimento às escolas da região.